# Резолюция 128 на Съвета за сигурност на ООН
Резолюция 128 на Съвета за сигурност на ООН е приета на 11 юни 1958 г. по повод жалбата на Ливан срещу Обединената арабска република.
Като изслушва обвиненията на представителя на Ливан, относно намесата на Обединената арабска република във вътрешните работи на Ливан, както и отговора на представителя на Обединената арабска република, с Резолюция 128 Съветът за сигурност решава да изпрати наблюдателна група в Ливан, която да се увери, че не се случва никакво нелегално прехвърляне на хора, оръжие и друга техника през ливанската граница. Съветът упълномощава генералния секретар да предприеме необходимите за целта мерки. Резолюцията изисква групата наблюдатели да държи Съвета уведомен чрез генералния секретар.
Резолюция 128 е приета с мнозинство от десет гласа „за“, като представителят на Съветския съюз гласува „въздържал се“.